# Avenida de la Constitución (Valencia)
La Avenida de la Constitución (oficialmente en valenciano, Avinguda de la Constitució) de la ciudad de Valencia (España) es una de las vías de circulación más largas e importantes de la ciudad, ya que conecta barrios de la zona norte de la ciudad con el céntrico Jardín del Turia.

## Historia
Su tramo norte (desde la plaza Don Bosco hasta la localidad de Tavernes Blanques) coincide con un tramo de la antigua Carretera de Barcelona (antes N-340), considerada parte de la antigua calzada romana de la Vía Augusta, que también luego fue Camino Real de Valencia a Zaragoza y Barcelona, y Camino de Murviedro. 
Su tramo sur (desde la plaza Don Bosco hasta el Jardín del Turia) surgió como una ancha y rectilínea alternativa urbana a la estrecha y angosta calle Sagunto, casi paralela, que hasta ese momento debía asumir todo el tránsito de entrada y salida a la ciudad en dirección norte. La construcción de este tramo permitió dar una alternativa mucho mejor para la N-340 a su paso por la calle Sagunto.
Con el crecimiento de la ciudad durante el siglo XX la avenida, que empezó siendo una carretera entre caminos y acequias de la Huerta Norte de la ciudad, se fue convirtiendo en una vía más urbana y pasó de ser Camino de Barcelona a ser una avenida dedicada a Ramiro Ledesma en 1944 y tras la transición española fue en 1979 rotulada en honor a la Constitución española de 1978.